# Молодая школа (военно-морская теория)
Молодая школа (фр. Jeune École)— направление в военно-морской теории, имевшее большое влияние в военно-морских кругах Франции в конце XIX — начале XX веков. Была тесно связана с теорией крейсерской войны, распространённой во французских военно-морских кругах XVII — XVIII веков. Предполагала отказ от достижения превосходства в броненосцах и делала ставку на малые корабли, вооружённые торпедами, а также на крейсера, истребляющие морскую торговлю противника и тем самым подрывающие его экономический потенциал.

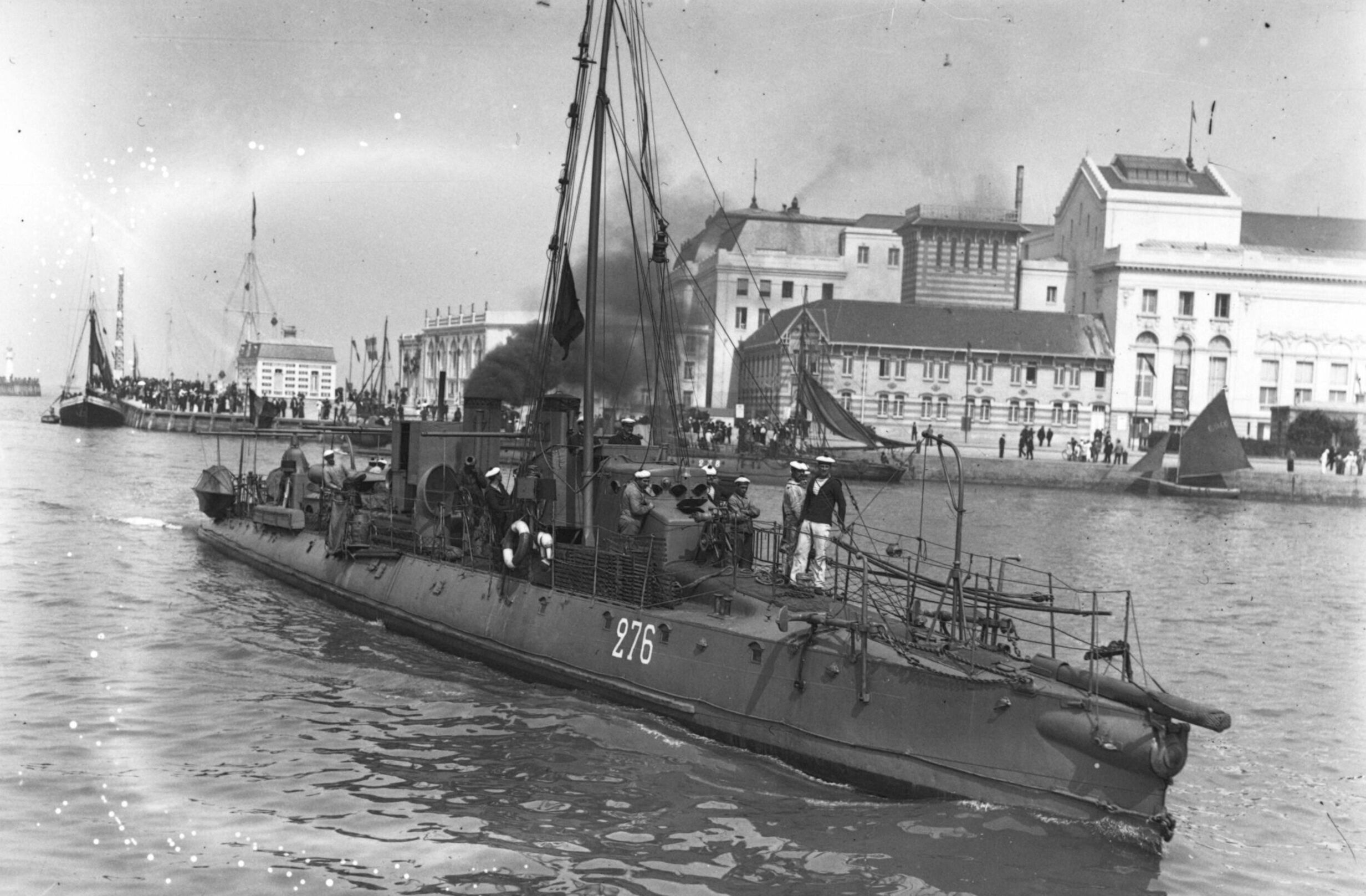
Уничтожать броненосцы должны были маленькие и дешёвые миноносцы.

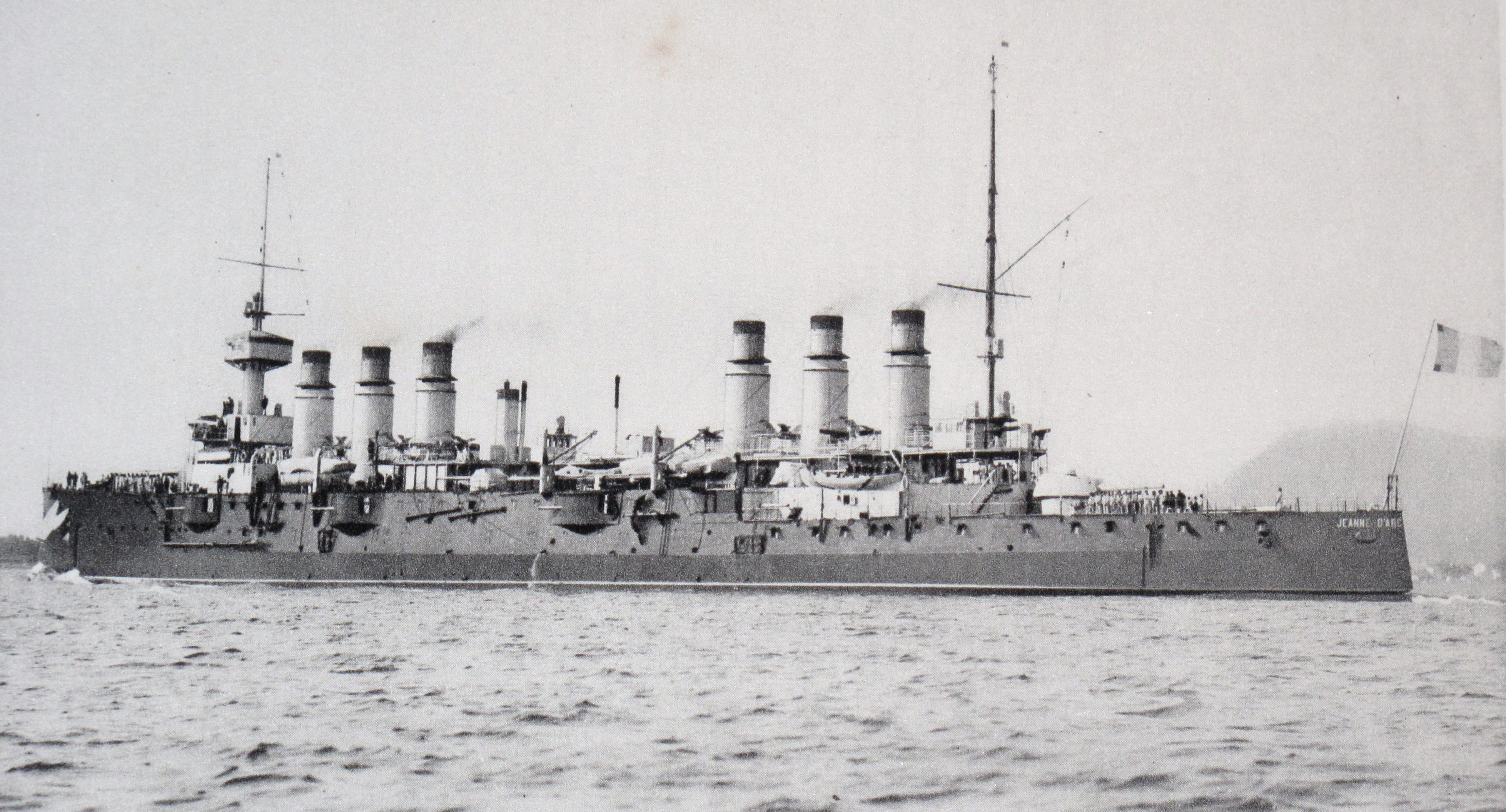
На британских коммуникациях должны были действовать броненосные крейсера. «Жанна д’Арк».

Была впервые сформулирована французским морским офицером Ришильдом Гривелем (фр. Richild Grivel) в 1869 году. Автор разделил все виды военных действий на море на 3 типа:
- борьба за господство на море путём сражений линейных флотов;
- действия флота против берега;
- действия флота против неприятельской морской торговли.

По мнению Гривеля, в военном конфликте с Великобританией, Франция будет неспособна добиться не только превосходства, но даже равенства в крупных военных кораблях. В силу этого ей необходимо искать альтернативные пути достижения победы на море. К их числу автор отнёс уничтожение британского коммерческого флота и атаки на британские порты. Полагая, что быстроходные рейдеры будут ускользать от британских патрульных сил, он считал, что неприемлемый экономический ущерб, наносимый такими действиями, вынудит Великобританию признать своё поражение. Береговая линия самой Франции при этом должна была быть под охраной флота береговой обороны, состоящего из недорогих малых кораблей с тяжёлым вооружением. При этом предлагалось отказаться от генерального сражения главных сил флотов вообще, либо как можно дольше затягивать с ним, вместо чего осуществлять непрерывное воздействие на неприятеля за счёт непрерывных изматывающих атак, предпринимаемых малыми силами.
... во Франции появилась так называемая молодая школа, проповедывавшая постройку крейсеров размером около 6000 тонн. Идеи молодой школы заключались в том, что активная боевая служба должна производиться эскадрами этих крейсеров, броненосцы же, водоизмещением около 1500 тонн, должны назначаться лишь для прибрежной обороны. Молодая школа считала, что на крейсерах нет надобности иметь орудий большого калибра, что достаточны 6" орудия, но необходим большой ход. У броненосцев полагалось иметь два крупных орудия и четыре 6". При броненосцах береговой обороны молодая школа считает полезным иметь разведчиков в 2500 тонн. В сущности молодая школа мирится с броненосцами береговой обороны только потому, что такие уже существуют, но истинные, идеи молодой школы — передать прибрежную оборону легким, мелкосидящим судам с сильною артиллерией.— С.О. Макаров. Разбор элементов, составляющих боевую силу судов.
Особое распространение идеи «молодой школы» получили с развитием торпедного оружия, появление которого, как и всякого нового вида оружия, многими было встречено крайне завышенными ожиданиями. Считалось, что малые, но многочисленные миноносцы будут в состоянии легко уничтожать крупные броненосные корабли. В 1886 году морским министром Франции был назначен бывший одним из главных теоретиков «молодой школы» адмирал Гиацинт Теофиль Об. В результате началось ускоренное строительство миноносцев, а также канонерских лодок и крейсеров сравнительно небольшого водоизмещения, но обладавших высокой скоростью хода.
Главной идеей адмирала Оба являлся принцип «мобильной обороны»: более сильному броненосному флоту (подразумевались, конечно же, англичане) противопоставлялись многочисленные отряды миноносцев, базировавшихся во всех портах французского побережья. По мере надобности они перемещались бы к тому порту, у которого сосредотачивались крупные корабли противника и без устали атаковали бы их днем и ночью. Поддержку миноносцам должны были оказывать также небольшие безбронные суда, вооруженные одной крупнокалиберной пушкой.— В. Кофман. Уроки «молодой школы».
В дальнейшем Франция переходит к строительству броненосных крейсеров, которые должны были действовать на британских коммуникациях и иметь значительное превосходство над бронепалубными крейсерами Королевского флота. Ряд теоретиков отстаивал также идею неограниченной войны на море, без соблюдения норм международного права. Предполагалось также подвергать обстрелам незащищённые порты противника.
Теория «Молодой школы» представляла собой попытку слабейшего найти способ борьбы с противником, господствующим на море, сочетая традиционную для Франции крейсерскую войну с новейшими достижениями военно-морской техники и вооружений. Она оказала большое влияние на развитие французского флота, а также имела немало сторонников во флотах других стран, в том числе — и России, которая до 1890-х годов также была вынуждена при ограниченных средствах готовиться к борьбе с одним из сильнейших флотов мира и для этого массово строила океанские крейсера, малые броненосцы, канонерские лодки береговой обороны и миноносцы.
Немаловажной причиной поддержки «молодой школы» офицерским корпусом являлась практическая невозможность карьерного роста для офицеров незнатного происхождения, одним из которых являлся Гиацинт Теофиль Об. Они ожидали что появление большого количества малых кораблей откроет новые командные вакансии, в отличие от ограниченного количества командирских вакансий броненосного флота. Проблема была существенной, так как в 1873 году служебные обязанности на действующих кораблях выполняли 22 из 118 капитанов первого ранга, 52 из 264 капитанов третьего ранга и 227 из 721 лейтенантов, большинство офицеров выходило в отставку никогда не командовав кораблем или судном. В 1894 году средний возраст французского лейтенанта достиг 52,3 года.

## Критика теории
Построениям «молодой школы» давали и даются самые полярные оценки, однако в виде общего знаменателя их можно вывести утверждение о том, что конкретная их практическая реализация в условиях технологий последней четверти XIX века оказалась абсолютно неудовлетворительной.
С самого начала «молодая школа» подвергалась жесткой критике со стороны сторонников традиционной концепции решающих эскадренных сражений крупных кораблей. Критики указывали на очевидные недостатки новой концепции:
- Малые миноносные единицы, на которые делала основную ставку «молодая школа», были в силу своих малых размеров гораздо более зависимы от погодных условий чем крупные броненосцы. При неблагоприятных погодных условиях эффективность миноносцев снижалась гораздо значительнее, чем эффективность броненосных кораблей.

В качестве контраргумента против этого утверждения приводился, скажем, совместный переход британских броненосца HMS Resolution и минного крейсера (эсминца) HMS Gleaner из Англии в Гибралтар в штормовых условиях, который показал, что тяжёлый артиллерийский корабль теряет способность эффективно вести огонь из своих орудий намного быстрее, чем миноносец — выпускать свои мины:
В Бискайской бухте оба судна были захвачены штормом, и Resolution, находясь в критическом положении вследствие огромной качки и большого количества воды в машине и кочегарных отделениях, должен был возвратиться. В это же время Gleaner продолжал свой путь и прибыл в Гибралтар. Если бы в момент шторма оба вышеназванных корабля были враждебные, то в исходе их столкновения сомневаться было бы невозможно. Resolution, делавший размахи в 45°, был бы совершенно беспомощен против Gleaner, который, разумеется, не счел бы чересчур негуманным выпустить в эту безобразную качающуюся массу свою мину. Шторм есть лучшее условие для минных атак, и надо, чтобы миноносцы имели полную возможность пользоваться такими условиями.— С.О. Макаров. Разбор элементов, составляющих боевую силу судов.
Данное сравнение, впрочем, не носило универсального характера, хотя бы ввиду сравнительной низкобортности «Ризолюшена», с одной стороны, и как минимум спорной возможности удачной атаки по нему со стороны подобного «Глинеру» эсминца в таких условиях — с другой. Кроме того, само по себе ведение боя в штормовых условиях крайне сомнительно вне зависимости от типа задействованных кораблей.
- Автономность миноносцев была чрезвычайно низкой, увеличение же размеров влекло за собой увеличение уязвимости и, как следствие, потерю способности выполнять функции непосредственно миноносца, то есть, днём в открытом море торпедировать крупные корабли противника.
- Война крейсеров против коммерции могла быть сравнительно легко парирована введением тактики конвоирования и блокированием броненосными флотами неприятельских военно-морских баз. Правда, это всё же позволило бы оттянуть часть неприятельских сил от основного театра военных действий, но смысл в этом имеется лишь при одновременных действиях крейсерского флота и отсутствовавшего в построениях «молодой школы» традиционного броненосного, для которого такое оттягивание части сил означало бы передышку и выгодную возможность для контратаки.

Концепции «молодой школы» прошли практическую проверку во время военно-морских учений французского флота в 1886 году. Во время учений скомпонованный в соответствии с идеями «молодой школы» отряд контр-адмирала Броуна дё Кольстона, состоявший из быстроходных крейсеров и миноносок, потерпел полное фиаско, пытаясь противостоять броненосной эскадре вице-адмирала Лафона. Из двадцати выставленных ночью в заслон миноносок только три сумели вообще обнаружить броненосцы Лафона, и лишь одна из них сумела выполнить условную атаку. Ряд миноносок получили повреждения во время учений, одна затонула, а уцелевшие из-за сильнейшей усталости экипажа оказались совершенно неспособны успешно атаковать.
После этих разочаровывающих результатов поддержка «молодой школы» во Франции существенно ослабела. Было признано, что её радикальные концепции способны работать только в оптимальных или близких к таковым условиях; в реальной же ситуации войны на море традиционные броненосные флоты сохраняли своё преимущество. Иногда отмечается, что предлагаемая «молодой школой» концепция «непрерывного воздействия» могла быть эффективной, но лишь в случае, если неприятель осуществляет сплошную блокаду побережья превосходящими силами, как, например, Север во время американской Гражданской войны. Именно поэтому корабли, построенные в соответствии с идеями «молодой школы», часто называют «оружием слабейшего». Так оно и случилось на практике — именно миноносцами, малыми канонерскими лодками и небольшими, но тяжеловооружёнными крейсерами предпочитали пополнять свои флоты наиболее слабые военно-морские державы, такие, как государства Южной Америки, Япония и Китай.
Так или иначе, содержащие рациональное зерно идеи и концепции «молодой школы» дали существенный толчок развитию крейсерских и миноносных кораблей, а также теории их боевого применения, в мировом масштабе.
Даже принципиально правильные идеи, высказанные теоретиками «молодой школы», на практике были реализованы во Франции неудачно. К примеру, было построено огромное количество малых «35-метровых» миноносцев, которые фактически не были способны действовать в открытом море и считались одними из худших в мире, в то время, как меньшее число чуть более крупных «43-тонных» кораблей того же класса, удачные прототипы которых создавались, но не строились массовой серией из соображение экономии, были бы намного эффективнее.
Существует даже мнение, что:
Вполне возможно, что … [Франция] получила бы действительно сильный минный флот, если бы не «молодая школа».
…

Продолжавшийся в течение двух десятилетий период «торжества» идей «молодой школы» дорого стоил торпедному флоту Франции. Хотя по числу построенных миноносцев (свыше 350 единиц) эта страна стала бесспорным лидером, но боевые качества армады крохотных суденышек «мобильной обороны» оставляли желать лучшего.— В. Кофман. Уроки «молодой школы».
Впрочем, даже крупные миноносцы всё же не обладали необходимым для успешных атак тяжёлых кораблей противника в дневное время набором тактико-технических характеристик, причём данный недостаток носил принципиальный характер, поскольку реализации противоречивых требований к кораблю этого класса мешало крайнее несовершенство использовавшихся в конце XIX века паросиловых двигательных установок, а также самого торпедного оружия. Эффективный без каких либо оговорок носитель минного оружия — торпедный катер — был создан лишь в годы Первой мировой войны, на основе совершенно иного уровня развития технологий, включая лёгкие, но мощные авиационные двигатели. Идеи «молодой школы», таким образом, опередили возможности своего времени на несколько десятилетий.
Прямыми наследниками «молодой школы» были сторонники теории «малой морской войны» 1920-х — 30-х годов, опиравшиеся в своих взглядах на достигнутый к тому времени технический прогресс в этой области. Поразительно созвучные с построениями теоретиков Jeune École идеи с блестящим успехом были применены Германией и Японией в обеих мировых войнах — как в части уничтожения тяжёлых кораблей противника небольшими боевыми единицами, вооружёнными минным оружием, так и в отношении неограниченной войны на морских коммуникациях, правда, на совершенно ином технологическом уровне (носители минного оружия — быстроходные торпедные катера, подводные лодки и авиация) и всё же в сочетании с действиями более традиционного по своему составу «флота открытого моря».
Наконец, в идеях «молодой школы» можно увидеть даже отсылку к в своё время столь же традиционной для Франции, как и крейсерская война, стратегии береговой обороны, основанной на использовании большого числа также имевших немногочисленную, но тяжёлую артиллерию, также сравнительно небольших и также имевших весьма ограниченные мореходность и дальность плавания гребных галер. Только теперь место галер занимали миноносцы, место гребных канонерских лодок — паровые канонерки, а служивших при галерных эскадрах в качестве посыльных судов галиотов — малые крейсера-разведчики.